# Илирнейский кряж
Илирне́йский кряж — кряж на Дальнем Востоке России, расположенный на территории Чукотского автономного округа.
Наивысшая точка — гора Двух Цирков (1785 м). Другая высокая гора — Сыпучий Камень (1659 м). На западе горный массив граничит с хребтом Кырганай, на севере с Раучуанским хребтом. Через него протекает река Раучуа и берут начало несколько рек. Кряж находится субарктическом климате, в горной тундре, в пределах Яно-Чукотской горной страны.
Близ горы Двух Цирков обнаружено месторождение меди.